# Macouria
Macouria ist eine französische Gemeinde mit 18.807 Einwohnern (Stand 1. Januar 2022) im Übersee-Département Französisch-Guayana im Norden Südamerikas. Weil die Hauptsiedlung der Gemeinde Tonate heißt und sich dort auch die Gemeindeverwaltung befindet, wird die Gemeinde häufig auch Macouria-Tonate genannt.

## Geografie
Das Gemeindegebiet hat eine Fläche von 377,5 km² und liegt an der Atlantikküste, nordwestlich der Hauptstadt Cayenne. Die größte Siedlung auf dem Gebiet ist Tonate, jedoch entstanden in den letzten Jahren viele weitere Siedlungen in der Nähe der Küste. Der Gemeindename Macouria kommt vom gleichnamigen Fluss, welcher vom Hochgebirge Guayana her das Gemeindegebiet durchfließt und bei Tonate in den Atlantik mündet.

## Bevölkerungsentwicklung
Macouria hat 18.807 Einwohner (1. Januar 2022) und ist somit eine der größeren Gemeinden in Französisch-Guayana. 1982 zählte die Gemeinde noch 446 Einwohner, danach erlebte Macouria ein sehr steiles Bevölkerungswachstum. Dies kommt daher, weil die Gemeinde seit Anfang der 1980er Jahre ein Expansions-Programm verfolgt, infolgedessen in den letzten 15 Jahren 1800 neue Wohnungen entstanden sind. Diese Planbauten befinden sich hauptsächlich im Dorfteil Tonate. Die große Nachfrage ist damit zu erklären, dass die beiden Hauptsiedlungen Macouria und Tonate sehr günstig an der Atlantikküste und in der Agglomeration von Cayenne gelegen sind.
| Jahr                       | 1962 | 1968 | 1975 | 1982 | 1990  | 1999  | 2008  | 2017   | 2021   |
| Einwohner                  | 586  | 384  | 490  | 446  | 2.069 | 5.050 | 8.583 | 14.202 | 18.847 |
| Quellen: Cassini und INSEE |      |      |      |      |       |       |       |        |        |

|  |  |